# Adama Dieng

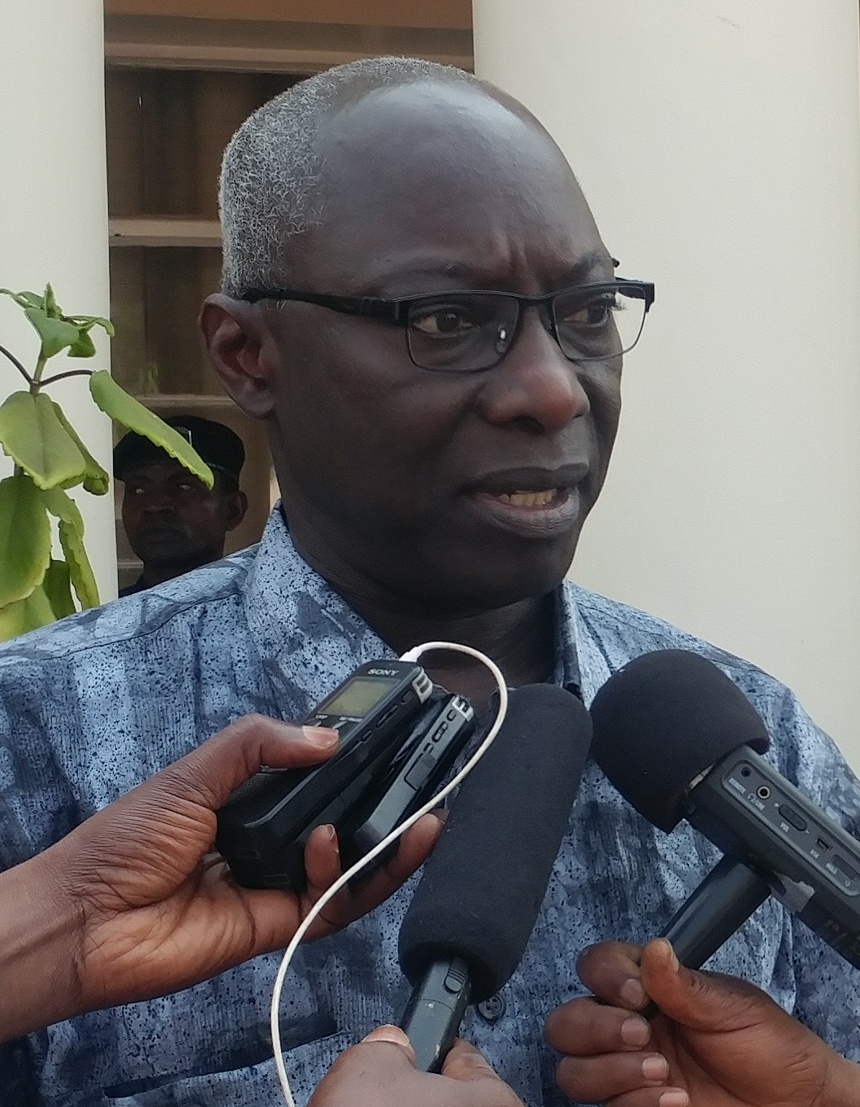
Adama Dieng

Adama Dieng (* 22. Mai 1950 in Senegal) ist ein senegalesischer Jurist. Er war Vorstandsmitglied des International Institute for Democracy and Electoral Assistance und Bevollmächtigter des Internationalen Strafgerichtshofs für Ruanda (ICTR).
Von 2012 bis 2020 war er UN-Sonderberater für die Verhütung von Völkermord (Special Adviser of the Secretary-General on the Prevention of Genocide).
Im September 2021 wurde er zum Sonderberater am International Criminal Court ernannt.

## Leben
Adama Dieng studierte Rechtswissenschaften an der Universität Dakar (CFPA) und Internationales Recht am Forschungsinstitut der Akademie für Internationales Recht in Den Haag. Er begann seine Laufbahn in Senegal, wo er verschiedene Positionen innehatte, bevor er Mitarbeiter des Verfassungsgerichts Senegals und, von 1976 bis 1982, persönlicher Assistent von dessen vorsitzendem Richter wurde. Von 1982 bis 1989 war er Vertreter für Afrika der Internationalen Juristenkommission, von 1989 bis 1990 deren Geschäftsführer und Generalsekretär vom Oktober 1990 bis Mai 2000. UN-Generalsekretär Kofi Annan ernannte ihn im Januar 2001 zum Bevollmächtigten des Internationalen Strafgerichtshofs für Ruanda. Er hat als Berater für mehrere internationale Organisationen gearbeitet, darunter die UNITAR, die Organisation für Afrikanische Einheit, die Ford Foundation, UNESCO, die „Organisation internationale de la Francophonie“, die Vereinten Nationen und das Rote Kreuz. Dieng ist ein Ratsmitglied des „Observatoire Panafricain de la Démocratie“, ein Mitglied des „Africa Leadership Forum“ und ein Vorstandsmitglied des International Institute of Human Rights.